# Liste der Mitglieder der National Academy of Sciences/1917
Im Jahr 1917 wählte die National Academy of Sciences der Vereinigten Staaten 15 Personen zu ihren Mitgliedern.

## Neugewählte Mitglieder
- Walter Sydney Adams (1876–1956)
- Liberty H. Bailey (1858–1954)
- John J. Carty (1861–1932)
- Harvey Cushing (1869–1939)
- William F. Durand (1859–1958)
- W. S. Halsted (1852–1922)
- Henry Marion Howe (1848–1922)
- Edward Kasner (1878–1955)
- Theodore Lyman (1874–1954)
- Robert Ridgway (1850–1929)
- Wallace C. Sabine (1868–1919)
- Samuel Wesley Stratton (1861–1931)
- Edward Lee Thorndike (1874–1949)
- Edward Ulrich (1857–1944)
- Willis R. Whitney (1868–1958)